# 柴田悦子
柴田 悦子（しばた えつこ 1928年2月14日 - ）は、日本の経済学者。大阪市立大学名誉教授。専門は物流経済論。「九条科学者の会」呼びかけ人を務めている。

## 来歴
東京出身。昭和高等商業学校（現大阪経済大学）卒業、大阪商科大学（現・大阪市立大学）卒業、1977年に「港湾経済」で大阪市立大学より商学博士を取得。大阪市立大学助教授・教授を経て名誉教授。名城大学客員教授や日本港湾経済学会常任理事を務める。

## 著書
- 『婦人労働者』 (学習文庫) 学習の友社, 1968
- 『港湾経済』 (港湾研究シリーズ) 成山堂書店, 1972
- 『女性としてどう生きるか』新日本出版社, 1974
- 『現代の婦人労働者』 (学習文庫) 学習の友社, 1975
- 『主婦の人生論』 (新日本新書) 新日本出版社, 1982.11
- 『物流経済を考える』成山堂書店, 1997.10

### 共編著
- 『働く婦人の講座 1　婦人の働く権利と民主主義』編 汐文社, 1972
- 『働く婦人の講座 2　働く婦人の賃金もんだい』歌川悦子, かなぢ伸子共著 汐文社, 1973
- 『働く婦人の講座 6　働く母の保育論』諏訪きぬ, 土方弘子共著 汐文社, 1973
- 『働く婦人の講座 3　働く婦人の健康と母性保護』高木昌彦共編 汐文社, 1974
- 『港の明日を考える 港湾情報システムと労働者』編著. 法律文化社, 1979.4
- 『現代生活と婦人』編. 大月書店, 1981.3
- 『男女平等の今日・明日 日本型社会と女性労働』山田郁子共著. 学習の友社, 1983.11
- 『婦人問題論入門』久米弘子共著. 法律文化社, 1983.6
- 『現代の港湾』徳田欣次共編著. 税務経理協会, 1987.10
- 『女たちの戦後史 大阪からのレポート 知りたい知らせたい』編著. 創元社, 1989.11
- 『国際物流の経済学』編著. 成山堂書店, 1991.2
- 『交通論を学ぶ』土居靖範共著. 法律文化社, 1991.8
- 『現代の交通政策を問う』平井都士夫共編著. 法律文化社, 1993.4
- 『交通論を学ぶ 交通権を保障する交通政策の実現を』土居靖範, 森田優己,飴野仁子 共著. 法律文化社, 2006.3
- 『新時代の物流経済を考える』佐伯陽介,岡田夕佳, 飴野仁子 共著. 成山堂書店, 2008.4
- 『進展する交通ターミナル 鉄道駅・港湾・空港』土居靖範,岡田夕佳 共著. 成山堂書店, 2011.